# バタロフ (小惑星)
バタロフ (4616 Batalov) は小惑星帯に位置する小惑星である。リュドミーラ・チェルヌイフがクリミア天体物理天文台で発見した。
ソ連、ロシアの俳優アレクセイ・バタロフ（Алексе́й Влади́мирович Бата́лов, ラテン文字表記の例：Aleksey Vladimirovich Batalov, 1928年 - ）に因んで名付けられた。